# Javni zavod Cene Štupar - Center za izobraževanje Ljubljana
Javni zavod Cene Štupar - Center za izobraževanje Ljubljana je javni zavod za izobraževanje odraslih Mestne občine Ljubljana, ustanovljen leta 1959 kot Delavska univerza Cene Štupar. Ime nosi po Cenetu Štuparju.
Leta 2019 je svoje prostore preselil z Linhartove in Vojkove na Ulico Ambrožiča Novljana (bivša Šmartinska).

## Zgodovina
Socialistična zveza delovnega Ijudstva občine Bežigrad je 12. oktobra 1959 ustanovila Delavsko univerzo Cene Štupar. Nasledil jo je Zavod Cene Štupar – Center za permanentno izobraževanje. Pod zdajšnjim imenom deluje od leta 2012.